# Witwenpalais (Eutin)
Das herzogliche Witwenpalais in Eutin in Schleswig-Holstein ist ein früheres adeliges Stadtpalais direkt am Marktplatz der Stadt. Nach verschiedenen gescheiterten Nutzungskonzepten steht das Gebäude gegenwärtig leer.

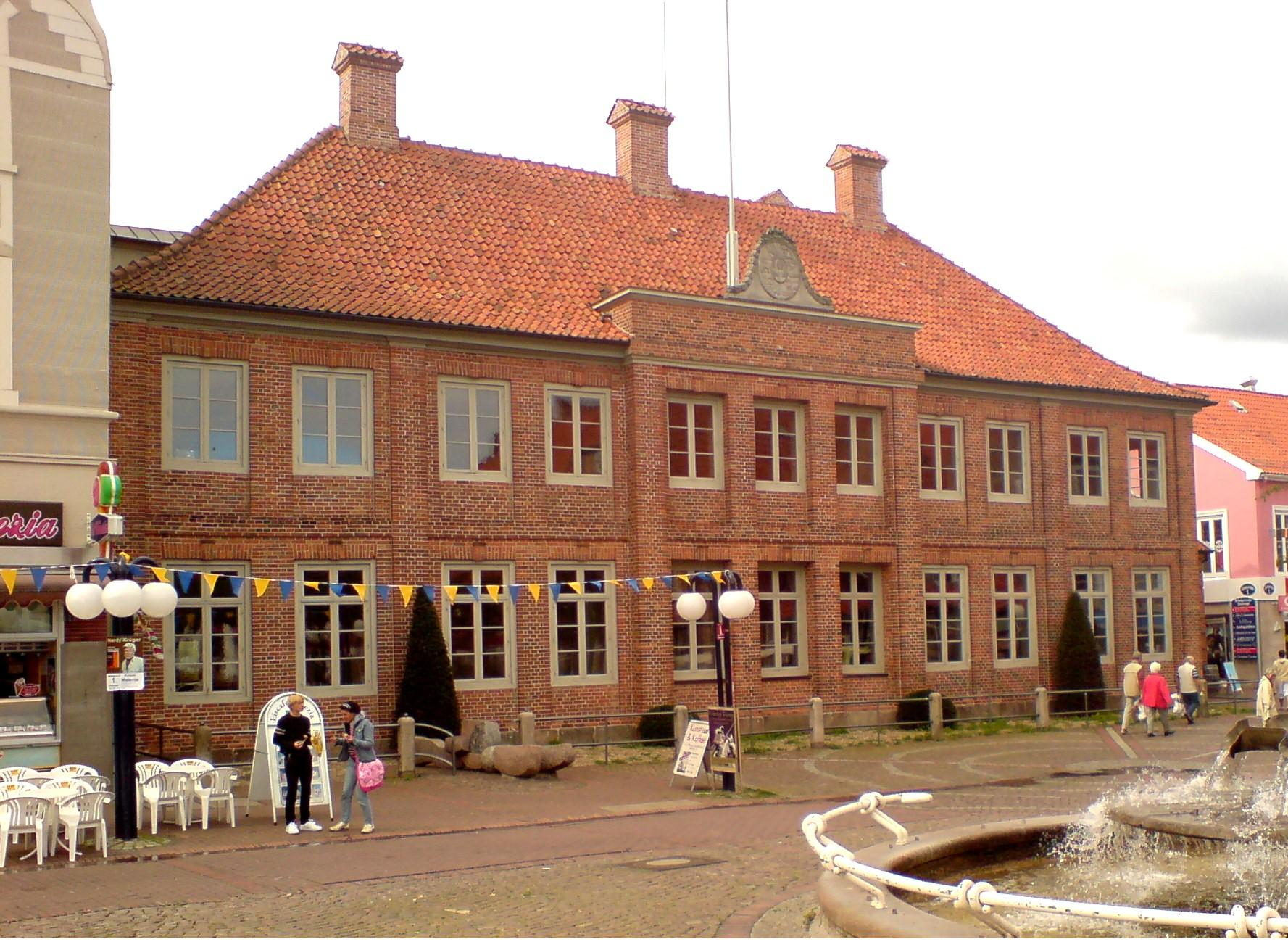
Das Witwenpalais am Eutiner Marktplatz

## Das herzogliche Witwenpalais am Eutiner Markt

### Geschichte des Palais
Das Palais wurde von 1786 bis 1787 für die Herzogin Ulrike Friederike Wilhelmine von Hessen-Kassel als Altersresidenz errichtet. Sie war die Frau des Herzogs Friedrich August I., mit dem sie im nahen Eutiner Schloss residierte und der 1785 starb. Die Herzogin konnte das Palais nicht mehr nutzen, sie starb zwei Jahre nach ihrem Gatten 1787 vor der Vollendung des Gebäudes. Das Witwenpalais, das diesem Zweck nie diente, aber seinen Namen behielt, diente in den folgenden Jahrhunderten verschiedenen Zwecken. Es diente Johann Heinrich Voß als Wohnhaus, beherbergte zeitweilig die Hofbibliothek und das Rathaus der Stadt, enthielt Lagerräume und Arrestzellen und stand immer wieder leer. 
Ab dem Jahr 2000 wurde das Gebäude durch einen privaten Investor umfangreich saniert. Die Stadt Eutin beteiligte sich an den Kosten mit 500.000 DM. Die alten Raumfolgen wurden erneuert, das Dach neu eingedeckt und von Schwammbefall befreit, der Stuck der Innenräume restauriert und stilistisch passende Öfen angeschafft. Die Arbeiten dauerten bis 2003. Das Palais sollte danach einer kommerziellen, aber auch öffentlichen Nutzung zugeführt werden. Unter anderem sollte ein Antikmarkt angeboten werden, es wurde ein Restaurant eingerichtet und Seminarräume zur Vermietung angeboten. Das Konzept scheiterte jedoch und das Haus geriet unter Zwangsverwaltung. Es steht gegenwärtig (2009) leer, neue Nutzungsmöglichkeiten konnten nicht verwirklicht werden. Die Stadt Eutin erwägt einen Rückkauf des Gebäudes.

### Das Bauwerk
Das Witwenpalais wurde durch den Eutiner Hofbaumeister  Peter Richter von 1786 bis 1787 errichtet. Richter erbaute auch das benachbarte Rathaus und entwarf für den Eutiner Schlossplatz einen klassizistischen Bebauungsplan, der jedoch nicht verwirklicht wurde. Das Palais ist kein völliger Neubau, es beinhaltet ein älteres Wohnhaus von 1695, das von 1773 bis 1786 als Eutiner Rathaus diente. Das Palais ist ein annähernd zweiflügeliger, winkelförmiger Bau, dessen elfachsige Schaufront auf den Marktplatz ausgerichtet ist. Der Hof war einst von kleineren Wirtschaftsbauten flankiert. Das Gebäude ist am Übergang vom Spätbarock zum Klassizismus errichtet worden und gilt – nach dem Eutiner Schloss und neben dem Rathaus – als das künstlerisch bedeutendste profane Bauwerk der Stadt. Die Innenräume sind zum Teil en filade gereiht und mit Dekorationselementen des Zopfstils versehen.